# Introito
El introito (del latín: introitus ‘entrada’) es una antífona, dicha o cantada en canto gregoriano (por tanto en latín), con la que comienza la misa. Su función está reservada a la procesión de entrada. La primera de las piezas que componen el propio de la misa, sus diferentes formas (generalmente tomadas de un salmo y muy ornamentadas) se encuentran normalmente en el Gradual Romano. Se trata por tanto de un canto característico e importante en el rito romano, creado hacia el siglo V por la Iglesia en Occidente, en Roma.
Existen numerosas obras polifónicas, basadas en este texto, que en ocasiones repiten su motivo melódico original.

## Término

### Histórico
Si bien los documentos indican la existencia de un canto litúrgico de entrada en el siglo V en la Iglesia occidental, tras la creación de la Schola cantorum, aún no existía con este nombre. De hecho, en aquella época, este cántico consistía principalmente en un salmo completo. Se seguía llamando, por lo tanto, salmo.
El término «introito» se estableció más tarde. Además, durante varios siglos en Roma se utilizó generalmente la fórmula «antiphona ad introitum», en lugar de una de sola palabra (sacramentario de Gregorio I, siglo VI; Ordo Romanus primus (siglo VIII).
Las Eclogæ de officio Missæ, a veces atribuidas a Amalaire de Metz († 850), utilizan el término Introitus.

### Primera palabra del introito
Literariamente, la primera palabra de algunos introitos expresa e «introduce» directamente el tema de la celebración:
- Réquiem : misa de difuntos;
- Puer : Navidad;
- Quasimodo : primer domingo después de Pascua;
- Lætare : cuarto domingo de la Cuaresma;
- Gaudete : tercer domingo de Adviento.

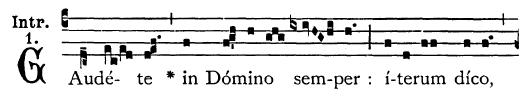
Gaudete (imperativo, 2.ª persona plural = ¡regocijaos!)

### Otras palabras que significan la canción de entrada
En el rito galicano, este canto se denomina Antiphona ad prælegendum, mientras que el rito ambrosiano utiliza el término Ingressa. El uso del término Oficium se encuentra no sólo en el rito mozárabe sino también entre varias órdenes, como los cartujos, dominicos y carmelitas.
Como el rito bizantino no tiene procesión de entrada ni este canto litúrgico, no existe ningún equivalente en griego.

## Historia

### Origen
A partir del siglo IV, especialmente en los siglos V y VI, con la creación de la Schola cantorum, el repertorio cantado evolucionó considerablemente. Basado en la salmodia,  apareció un tipo de canto «funcional», cantado por esta Schola, en favor de la solemne procesión de entrada del celebrante y sus ministros, con el fin de marcar el tono del día o de la fiesta.
La tradición atribuye en ocasiones el nacimiento del introito de la misa al Papa Celestino I († 432). Esto puede deberse a que, antes de su elección, pasó algún tiempo con san Ambrosio de Milán, que había importado la Schola de la Iglesia oriental. Así Celestino I pudo importar a Roma no sólo la Schola sino también el introito. Aunque queda por encontrar un documento fiable para confirmar esta hipótesis. Lo que es seguro hasta ahora es que, según el Liber Pontificalis escrito tardíamente, este soberano pontífice ordenó que el salmo de David fuera cantado por todos (es decir, toda la Asamblea) antes del sacrificio y como antífona (alternando): «ut psalmi David CL ante sacrificium psalli antephanatim ex omnibus». Debido a la falta de notación manuscrita, la información es demasiado débil para que se pueda concluir que se trata exactamente del introito.
Esta es la razón por la que ciertos especialistas como F. Probst aribuyen su introducción al Papa Gelasio I († 496), en una fecha posterior.
Por otra parte, la antigüedad del introito en el rito se encuentra ciertamente en algunos textos. Se trata de textos en latín antiguo, antes de ser sustituidos por la Vulgata. Por ejemplo, el texto del introito Puer natus est no se corresponde con el de la vulgata (Is IX, 6: Puer natus est nobis ≠ Parvulus enim natus est nobis). Dado que, para el canto gregoriano profundamente ligado al texto, la sustitución de palabras provoca automáticamente un cambio de melodía, por lo que estos introitos se mantienen en uso hasta ahora sin ninguna modificación.

### Reforma de san Gregorio
Es muy probable que varios introitos fueran añadidos al repertorio del rito romano bajo el pontificado de san Gregorio I y durante su reforma litúrgica. En teoría, el introito Ad te levavi se remonta al siglo I. Sin embargo, es realmente difícil reconocer el repertorio con certeza según los manuscritos utilizados, porque no queda ningún cancionero vaticano anterior al siglo XI, aparte de cinco manuscritos de canto romano antiguo, copiados tardíamente. Los libros más antiguos aparentemente fueron destruidos cuando la Santa Sede adoptó el canto gregoriano a principios del siglo XIII. Por tanto, hay que consultar los sacramentarios, que carecen de textos corales.
En el sacramentario del Papa Gregorio, este canto de entrada se llamaba Antiphona ad introitum. Es decir, la antífona iba ciertamente seguida por un salmo, un salmo entero. Una vez terminado el salmo, se cantaba nuevamente la antífona. Durante la procesión, la salmodia tenía una importancia primordial, ya que el Sacramentario Gelasiano, más antiguo, indicaba non psallitur si no se cantaba el introito, por ejemplo el Jueves Santo, cuando se omitía la procesión.
El Ordo Romanus primus, el primer Ordo completado alrededor del siglo VII o probablemente antes es un testimonio importante. Este documento papal especificaba detalladamente la forma de celebración de la misa dentro del Vaticano, según la cual el coro (compuesto por la Schola masculina y los monaguillos) iniciaba inmediatamente el canto de entrada, una vez completada la preparación: «Et mox incipit prior scholæ antiphonam ad introitum». Sin embargo, es verdaderamente notable que, antes del canto, el intérprete fuera especificado a la manera de la liturgia, con el diálogo entre el Papa y la Schola:
Papa: Schola.
Schola: Adsum (‘estoy presente’).
Papa: Quis sallet? (‘¿Quién va a cantar el salmo?’)
Schola: Ille, et ille (‘A quien concierne y a quien concierne’).

### Canto romano antiguo y canto gregoriano

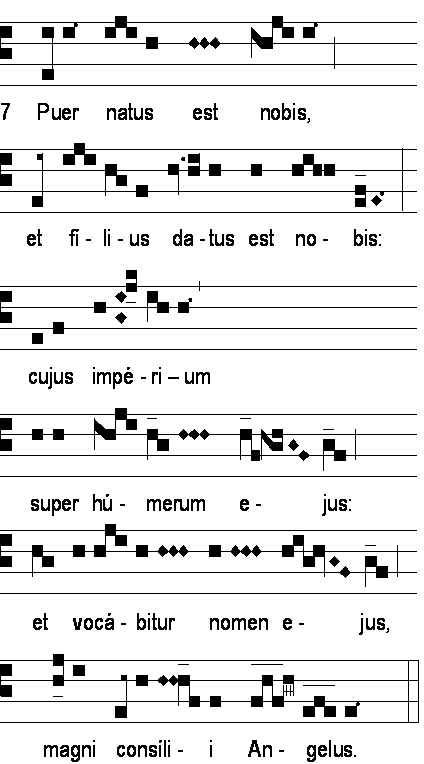
Puer natus est en gregoriano.

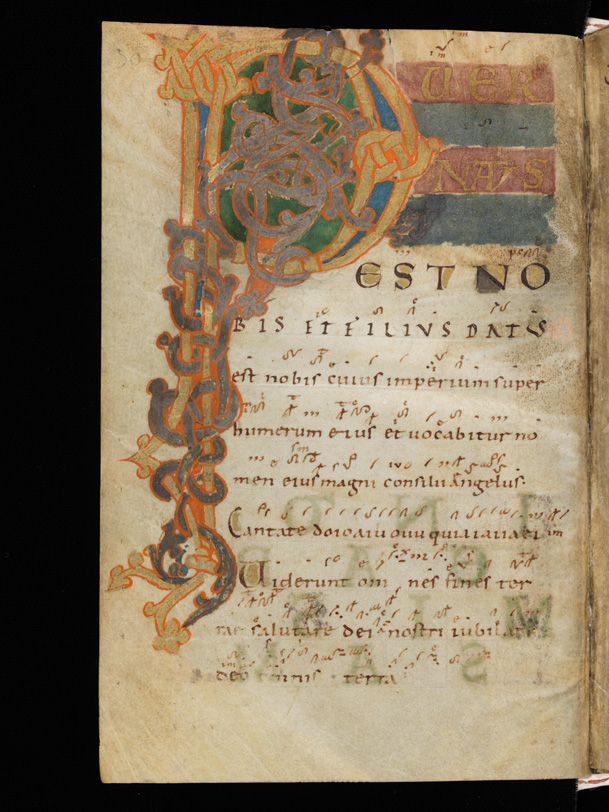
Puer natus est en el manuscrito Einsiedeln 121, cuyo copista escribió un pes cuadratus para el término Puer.

Los manuscritos antiguos confirman indiscutiblemente la autenticidad del introito, que procede del rito romano y no de la liturgia local. Entre ellos, el más importante sigue siendo el llamado Gradual de Santa Cecilia de Trastevere. Ciertamente, no fue copiado hasta 1071, aprovechando la invención de la notación de cuatro líneas de Guido de Arezzo (hacia 1030). Pero se trata de uno de los cinco preciosos manuscritos del antiguo canto romano, el canto papal y oficial de la Santa Sede desde, probablemente, el siglo IV o V. Al igual que el gradual gregoriano, este himnario comienza con el introito Ad te levavi a favor de la celebración del primer domingo de Adviento.
A la notación le faltan las primeras palabras del texto Ad te levavi. Esto significa exactamente que estas tres palabras eran recitadas o cantadas por el celebrante en el Vaticano, como el Gloria y el Credo en gregoriano.
Los introitos gregorianos también fueron compuestos antes de la invención de los neumas. Es obvio que en la composición se dio prioridad no sólo a piezas ordinarias de la misa sino también a prosas como el introito. De hecho, algunos introitos gregorianos se encuentran en el Antifonario de Mont-Blandin, actualmente conservado en la Biblioteca Real de Bélgica. Este manuscrito, sin notación, fue copiado  hacia el año 800. Por ejemplo, el folio 11a contiene el introito Puer natus est nobis mientras que el de Gaudete in Domino se encuentra en el folio 4. Estos dos introitos también se encuentran en cinco de los seis manuscritos del «Antiphonale missarum sextuplex», publicado en 1935 por Dom René-Jean Hesbert. Se trata de los manuscritos más antiguos que carecen de notación. Sus melodías pueden ser restauradas gracias, por ejemplo, al manuscrito Laon 239, el gradual con neumas más antiguo, copiado en el siglo IX.
Cabe destacar que su composición se llevó a cabo bajo la influencia del Renacimiento carolingio, un gran movimiento cultural apoyado por Carlomagno. En consecuencia, la calidad de los introitos gregorianos sigue siendo excepcional. Las obras fueron compuestas cuidadosamente no sólo en el contexto musical sino también en el teológico. Basta mencionar las primeras notas de Puer natus est. Según esta notación, se requiere para esta pieza una articulación muy refinada.
El término puer, que significa ‘niño’, introduce ya el tema de este introito. A este término tan importante, el compositor le atribuyó dos notas, sol y re. No son otras que los dos tonos principales del séptimo modo, más precisamente la nota final y el tenor. En definitiva, el color de esta pieza se presenta y fija con este primer movimiento. Además, el compositor carolingio pidió a los miembros del coro que cantaran estas dos notas con cuidado: el copista escribió un pes quadratus () que indica dos notas importantes y largas. Así pues, este movimiento no debe cantarse a la ligera; al contrario, requiere mucho cuidado.
Es admirable que el copista del manuscrito Einsiedeln 121 añadiera dos letras más significativas a estas dos notas (notación de la derecha), l y m, que significan levate (elevación) y mediocriter (mediocremente). De hecho, la expresión quedó aclarada allí.

### Revisión de la estructura
A mediados de la Edad Media se produjo un cambio significativo en la composición. La creación del introito gregoriano coincidió con esta reordenación del texto, mientras que el manuscrito del canto romano antiguo también siguió a esta reordenación, probablemente más adaptado a la liturgia.
El salmo, antes cantado íntegramente, ahora fue dividido en varios versos, e incluso reducido a uno solo. Como resultado, se perdió la totalidad del texto. La ejecución se realiza, hasta el día de hoy, alternando la antífona y los versos.
Hay que señalar, sin embargo, que tras esta modificación en el texto, que se hizo más breve, el introito gregoriano se volvió más artístico. Siempre reservado al coro, el verso salmódico gregoriano estaba ligeramente ornamentado, como su antífona. Sobre todo, las curvas melódicas ya no se moldeban simplemente en uno o dos acentos aleatorios, cuando se desarrollaban al final de los versos. De hecho, estos se beneficiaron del cursus planus compuesto por dos paroxítonos, el segundo de los cuales es un trisílabo. Este cursus presenta la disposición más simple y armoniosa que se puede encontrar en las cláusulas latinas.

### Durante el Renacimiento
Mientras que los brillantes compositores carolingios fueron capaces de transformar completamente el rito romano en música, es decir, la música gregoriana, sus sucesores no quisieron modernizar este vasto repertorio de introitos. Se contentaron con componer un gran número de piezas ordinarias de la misa en polifonía, como el Kyrie.
En consecuencia, la ejecución del introito permaneció en canto gregoriano o canto llano. Para mejorar la solemnidad del canto se inventó el fabordón. Esta manera fue adoptada por el ceremonial de Clemente VIII publicado en 1600.

### A partir delsigloXX
Nada más ser elegido, el Papa Pío X hizo publicar en 1903 el motu proprio «Inter pastoralis officii sollicitudes», que oficializaba el canto gregoriano. Aunque este documento permitía la polifonía y las nuevas composiciones, la publicación de la Edición Vaticana contribuyó considerablemente al canto del introito gregoriano. En efecto, san Pío X, especialista en música litúrgica, quiso centralizar la liturgia, beneficiándose de la auténtica tradición, para luchar contra la decadencia desde el siglo XIX, como la música de ópera en las iglesias.
Durante aproximadamente 60 años, el uso del introito gregoriano fue obligatorio en la Iglesia. Durante esta época, casi todas las iglesias romanas iniciaban el calendario litúrgico con el introito Ad te levavi, rindiendo homenaje a san Gregorio I, al igual que en la Edad Media.
El Concilio Vaticano II cambió todo eso. El lenguaje vulgar fue rápidamente adoptado, y el canto gregoriano, incluido el introito, sin estar prohibido, cayó en desuso, a pesar de los textos del concilio (Sacrosanctum Concilium 116) y del espíritu de la reforma litúrgica de los dos últimos siglos.
Hoy en día es más difícil cantar el introito en gregoriano. Por una parte, en tiempos de san Pío X, el latín todavía se utilizaba en las universidades, pero ya no es así. Por otra parte, mientras las piezas del ordinario de la misa tienen siempre los mismos textos, como el Kyrie y el Gloria, el introito es diferente en cada misa lo que obliga a la Schola a conocer un repertorio de 150 piezas.
A pesar de esta desfavorable circunstancia, la interpretación del introito gregoriano aún se mantiene en muchos monasterios y en algunas parroquias, dado que es el tesoro del primer apogeo de la música occidental.[cita requerida]

## Función litúrgica

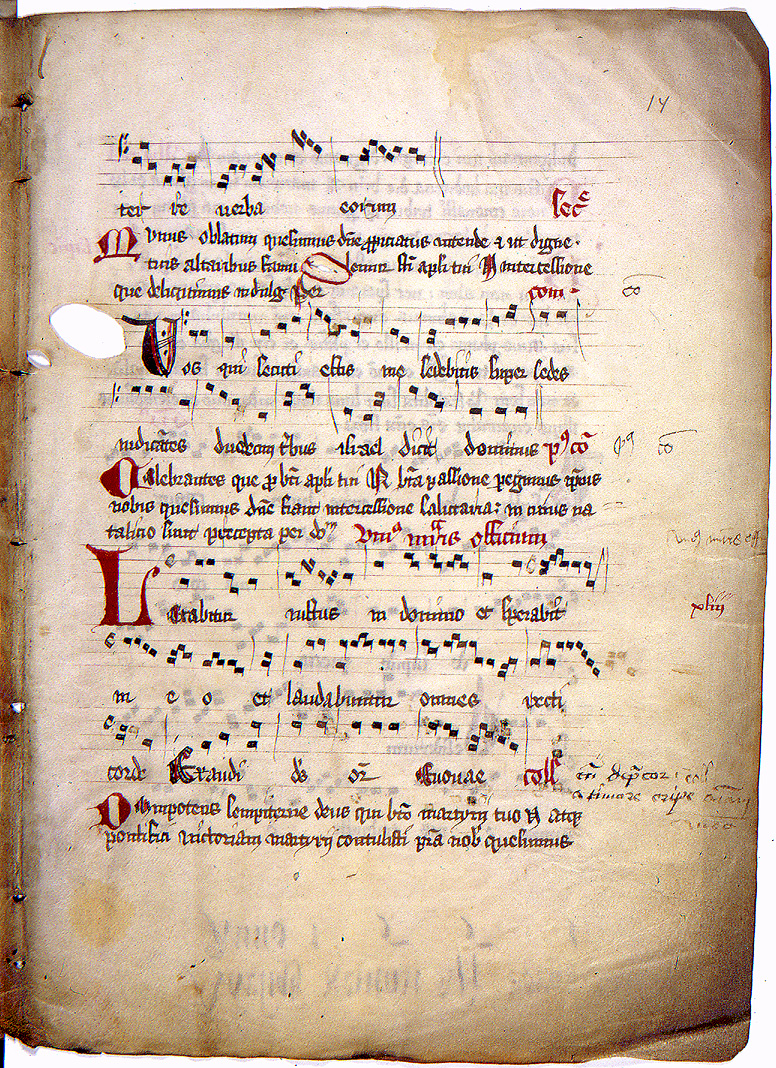
Documento antiguo

Después del Concilio Vaticano II, se especificó detalladamente la función y forma del canto de entrada, el  introito, en la Presentación General del Misal Romano (artículos 46-49).
El introito tiene varias funciones. El artículo 47 de la Presentación expresa sus cuatro objetivos: abrir la celebración; promover la unión de los fieles reunidos; introducir sus mentes en el misterio del tiempo litúrgico o fiesta; acompañar la procesión del sacerdote y los ministros.
Tradicionalmente, se trata de los introitos gregorianos, compuestos por la antífona y los salmos. El siguiente artículo especifica que, en este caso, el repertorio está disponible en el Graduale romanum o en el Graduale Simplex. Este último autoriza «otro canto acorde a la acción sagrada, al carácter del día o del tiempo, y cuyo texto es aprobado por la Conferencia Episcopal».
Por tanto, esta último favorece la ejecución «enteramente para el pueblo», especialmente en la lengua vulgar, mientras que el artículo 48 dice que el introito lo canta sólo el coro, a la manera tradicional. También existe la posibilidad de alternar el canto: alternancia entre el coro y los fieles, o entre el kantor y el pueblo.
Hoy en día, el introito puede ser sustituido por una recitación de toda la Asamblea, ya sea ciertos fieles, ya sea un lector, o el sacerdote (artículo 48). Además, en determinados casos ya no se conserva la solemnidad del introito cantado. Este artículo autoriza una forma de monición de apertura. Además, el introito se realiza de forma singular al comienzo de la misa. Si a la misa se unen determinadas celebraciones, por ejemplo el bautismo, se omiten los ritos de apertura (artículo 46).

## Repertorio gregoriano
El repertorio gregoriano suele tener alrededor de 150 introitos. Los ocho modos están ahí representados. El musicólogo Michel Huglo establece 147 introitos en el presunto repertorio primitivo: 48 piezas en los modos I y II; 46 en el III y IV; 22 en el V y VI; 31 en el VII y VIII. El Graduale romanum (1974; así como el Graduale triplex, 1979) aún conservaba 164 introitos. Michel Huglo consideró que esta variedad modal significaba un desarrollo tardío del repertorio.
La ejecución del introito gregoriano estaba y está confiada a la Schola. De hecho, cuando ella lo canta en la misa solemne, el celebrante junto con el diácono y el subdiácono reza las «oraciones al pie del altar» (In nomine Patris, et Filii, et Spiritus Sancti. Amen; luego, Introibo ad altare Dei —Iré al altar de Dios—... y el resto), se dirige al altar, lo besa y, con voz comprensible, dice el mismo introito.

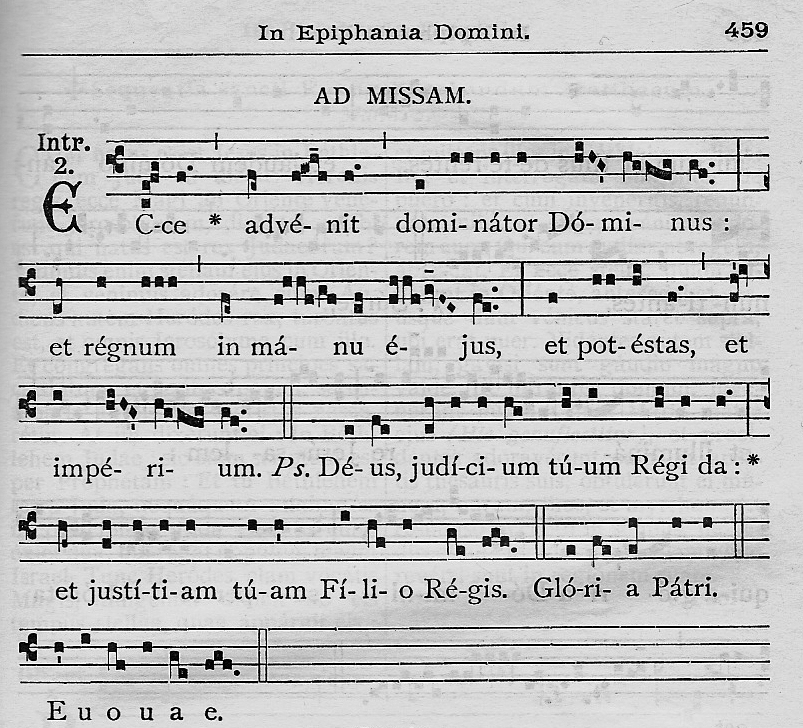
Introito de la Epifanía, Ecce advenit en modo II, con tres versos del Salmo LXXII.

El introito consta de una antífona, en estribillo, así como actualmente de un versículo de un salmo. En el pasado, sin embargo, se componía de varios versículos, o incluso de un salmo entero. Esta composición se adapta, de forma flexible si es necesario, a la duración requerida por la procesión. Por ejemplo, para la Epifanía:
1. antífona (Libro de Malaquías III, 1):[20] Ecce advenit dominator Dominus et regnum in manu eius et potestas et imperium.
2. versículo (salmo LXXII (LXXI), 1): Deus, iudicium tuum regi da et iustitiam tuam filio regis.
3. antífona: Eccce advenit...
4. versículo (salmo LXXII, 10): Reges Tharsis et insulæ munera offerent (offerunt) reges Arabum et Saba dona aducent.
5. antífona: Eccce advenit...
6. versículo (salmo LXXII, 11): Et adorabunt eum omnes reges terrae, omnes gentes servint ei.
7. antífona: Eccce advenit...

Como colofón, se puede añadir la doxología Gloria Patri et Filio..., como la imagen de la notación de la derecha.
Por supuesto, el introito de la Misa de Réquiem tiene la misma estructura:
1. antífona (IV Libro de Esdras II, 34-35):[23][22] Requiem æternam dona eis, Domine, et lux perpetua luceat eis.
2. versículo (salmo LXIV 2):[24] Te decet hymnus, Deus, en Sion, et tibi reddetur votum en Jerusalén.
3. antífona: Réquiem...
4. versículo (salmo LXIV 3-5):[22] Qui audis orationem, ad te omnis caro veniet propter iniquitatem;[22] o bien: Exaudi orationem meam, ad te omnis caro veniet.
5. antífona: Réquiem...

Como el introito gregoriano fue compuesto para coro, la antífona tiene el estilo neumático adaptado a esta Schola. Hay ciertos melismas cuya refinada expresión el coro puede dominar. A diferencia de la antífona, los versículos conservan la característica silábica, más precisamente el estilo de la salmodia, debido a sus textos. Estos consisten principalmente del unísono y otros grados adornan este tono principal. Estos caracteres son evidentes en la notación del ejemplo, Ecce advenit.

## Reestrenos musicales

### Misa
Para el introito de la misa ordinaria, existen pocas versiones polifónicas, a excepción del fabordón. Como la función del introito es anunciar el tema de celebración del día, no es aconsejable que se aumente la duración. El fabordón era ideal para realzar la solemnidad de la liturgia sin prolongar la ejecución. De ahí que el llamado ceremonial de Clemente VIII, publicado en 1600 después del Concilio de Trento, recomendara especialmente este modo tanto para las catedrales como para los grandes establecimientos. Hoy en día, este estilo ha desaparecido debido a las dificultades modales y rítmicas, a saber, las notas iguales. En consecuencia, el canto gregoriano sigue siendo, una vez más, ideal desde esta perspectiva.
Antes de la publicación de este ceremonial, Palestrina escribió algunos introitos en polifonía, por ejemplo el motete Ad te levavi a cuatro voces:
- Giovanni Pierluigi da Palestrina (c. 1525-1594): Ad te levavi, H9-3 (1593) escuchar en línea

### Misa de Réquiem
Por el contrario, muchos compositores escribieron su introito Requiem æternam, según la necesidad litúrgica de la Misa de Réquiem.
Pero, con respecto a la Edad Media, su huella sigue siendo débil. La obra más antigua, conocida hoy en día, es la de Johannes Ockeghem, maestro de capilla de tres reyes de Francia. Aunque a veces se atribuye el Requiem æternam al funeral de Carlos VII, no se dispone de ningún documento literario. Además, sólo queda una fuente, que no conserva completamente la obra. Probablemente compuesto hacia 1470, al Requiem de Ockeghem le siguió el de Guillaume Dufay, que se perdió.
Es cierto que hoy los funerales en gregoriano se consideran los más solemnes, porque el canto gregoriano sigue siendo el canto litúrgico por excelencia de la Iglesia. Sin embargo, a partir del Renacimiento, cuando los humanistas atacaron este canto tradicional, fue necesario que los funerales de los soberanos fueran acompañados de motetes en polifonía. Por ello, Tomás Luis de Victoria dio origen a su monumental introito Requiem æternam, tras la muerte de la emperatriz María de Austria. En Francia, el de Eustache du Caurroy, normalmente atribuido al funeral de Enrique IV, se convirtió en el introito de los funerales reales con las posteriores piezas, el llamado Réquiem de los reyes de Francia, hasta 1789.
En años posteriores, estos introitos se interpretaban no sólo en la liturgia fúnebre sino también en conciertos. Así, a partir de 1750, el Requiem de Jean Gilles († 1705) apareció en varios programas del Concert Spirituel. Teniendo esto en cuenta, el introito fue revisado, probablemente por Joseph-Nicolas-Pancrace Royer. Aunque el concierto parisino interpretó esta pieza singularmente, la Iglesia pide que los músicos compongan las piezas de la misa como un conjunto y en forma de unidad. Es muy raro que un introito de Réquiem esté particularmente compuesto.
El introito también comienza una particular misa de Réquiem, la Messa per Rossini, completada por trece compositores en 1869, tras la muerte de Gioachino Rossini. Su Réquiem æternam fue compuesto por Antonio Buzzolla. Asimismo, algunos compositores escribieron esta pieza como homenaje, más que para la liturgia. La obra de Benjamin Britten, al comienzo del Réquiem de guerra, ya no es más un introito litúrgico. La pieza de Giuseppe Verdi dedicada a Alessandro Manzoni, en cambio, tiene un fuerte carácter operístico.
A continuación se muestran algunos ejemplos de cada época:

#### Edad Media
- Jean Ockeghem (ca. 1400-1497): Missa pro defunctis[32] escuchar en línea

#### Renacimiento
- Tomás Luis de Victoria (1548-1611): Officium defunctorum (1605)[28] escuchar en línea
- Eustache du Caurroy (1549-1609): Missa pro defunctis (privilegio real 1633 ) [33] notación en línea (1636)
- Pierre de La Rue (ca. 1460-1518): Missa pro defunctis (1503)[34] escuchar en línea

#### Música barroca
- Francesco Cavalli (1602-1676): Missa pro defunctis para ocho voces, en la publicación Musiche sacre concerni messa, e salmi concertati... (1656)[35]
- Jean Gilles (1668-1705): Réquiem para dos solistas, coro a cinco voces y orquesta (1697)
- Jan Dismas Zelenka (1679-1745): Réquiem en re menor, ZWV48[36] escuchar en línea[37]

#### Música clásica
- Wolfgang Amadeus Mozart (1756-1791): Réquiem, KV626 (1790 o 1791) escuchar en línea
- Gabriel Fauré (1845-1924): Réquiem, op. 48 (1887)[38] escuchar en línea
- Giuseppe Verdi (1813-1901): Messa da Requiem per l'anniversario della morte di Manzoni (1874, 1875)[39] escuchar en línea

#### Música contemporánea
- Maurice Duruflé (1902-1986): Réquiem, op. 9 (1947) escuchar en línea
- Krzysztof Penderecki (1933): Réquiem Polaco (1984, 1993) escuchar en línea
- John Rutter (1945): Réquiem para soprano, coro a cuatro voces e instrumentos (1986)[40]

#### Comedia musical
- Le Roi Soleil (2005), Acto I, Réquiem æternam escuchar en línea